# What Did You Think Was Going to Happen?
What Did You Think Was Going To Happen? es el álbum debut de la banda originaria de Los Ángeles 2AM Club. Fue lanzado el 14 de septiembre de 2010 bajo RCA Records.

## Lista de canciones
Todas las canciones escritas y compuestas por 2AM Club. 
| N.º   | Título             | Duración |  |
| 1.    | «Flashing Room»    | 3:46     |  |
| 2.    | «Only For Me»      | 3:24     |  |
| 3.    | «Worry About You»  | 3:11     |  |
| 4.    | «Faster Babe»      | 2:55     |  |
| 5.    | «Dearly Departed»  | 3:22     |  |
| 6.    | «Nobody's In Love» | 3:46     |  |
| 7.    | «Let Me Down Easy» | 3:38     |  |
| 8.    | «Hurricane»        | 3:20     |  |
| 9.    | «Same Night Sky»   | 3:56     |  |
| 10.   | «Saturday Night»   | 4:13     |  |
| 11.   | «Make You Mine»    | 3:38     |  |
| 40:11 |                    |          |  |

| Bonus Track en iTunes |            |          |  |
| N.º                   | Título     | Duración |  |
| 12.                   | «Baseline» | 3:41     |  |
| 43:52                 |            |          |  |

## Recepción de la crítica
Matt Collar de Allmusic dijo del álbum: "2AM Club se revelan como los mejores y más brillantes de los ojos-soul conjunto nu" 

## Posicionamiento
| Listas (2010)            | Posición |
| ------------------------ | -------- |
| Top 50 Heatseeker Albums | 4        |
| U.S. Billboard 200       | 138      |